# Historieta alternativa

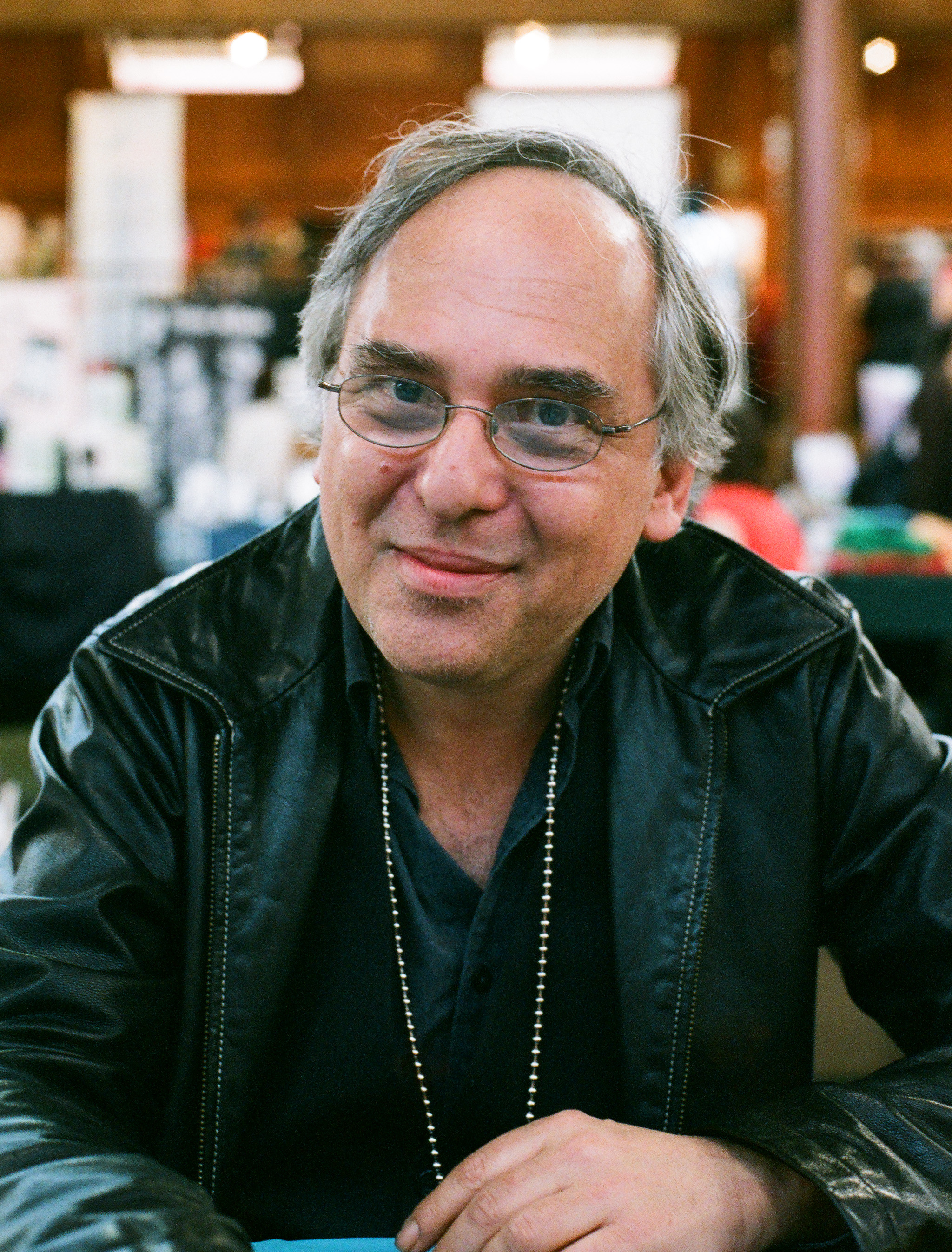
Art Spiegelman, autor de "Maus".

La historieta o cómic alternativo (del inglés Alternative comics) es un neologismo con el que se designa a la historieta estadounidense y canadiense que desde los años 1980 y abarcando también los 1990 se aleja de los estilos y géneros dominantes, esto es, de los estilos gráficos más realistas y del cómic de superhéroes y la fantasía heroica. Por extensión, se designa también con este nombre a la influida por ella en otros países.
El término alternativo no debe confundirse con el de independiente, dado que cualquier editorial, sea cual sea su tamaño, puede difundir cualquier género, y así editoriales independientes pueden producir obras de superhéroes mientras que DC o Marvel Comics pueden hacer lo propio con costumbristas, por ejemplo. Tampoco puede equiparse totalmente a la historieta alternativa con el fenómeno de la novela gráfica, ya en el nuevo siglo.

## Historia
La contracultura hippie y el sistema de distribución de comix asociado a ella, había colapsado en gran medida a finales de la década de 1970. En esta coyuntura, los artistas que habían surgido al calor de ambos fenómenos encontraron cada vez más dificultades para hallar editores dispuestos, y los pocos que lo lograban, tropezaban de bruces con la dura realidad de que su audiencia se había reducido drásticamente. La revista Mad, por su parte, se confirmaba como una influencia poderosa, y se producía la popularización del concepto de novela gráfica, con todo lo que tiene de reivindicación de una visión más adulta del medio, a partir del éxito de Contrato con Dios (1978) de Will Eisner.
Ya desde 1977, Dave Sim había empezado a publicar su serie Cerebus, manifestándose como uno de los líderes del movimiento a favor de la autoedición y los derechos de los creadores. También surgiría este año la editorial Fantagraphics Books.
Por su parte, dos de los principales artistas del cómic underground se enfrentaron a esta situación mediante el lanzamiento de dos nuevas revistas antológicas con historietas artísticamente más ambiciosas. Nos referimos a RAW  (1980) de Art Spiegelman y su esposa Françoise Mouly y a Weirdo (1981) de Robert Crumb. Ambas revistas reflejan los cambios que habían tenido lugar desde el auge del underground, ya que su formato y selección de autores eran diferentes. RAW presentaba la obra de muchos historietistas europeos, mientras que Weirdo incluía divertidos fotomontajes y muestras de arte marginal, además dio a conocer a Peter Bagge. El sexo, las drogas y las llamadas a la revolución social habían perdido su preeminencia en favor de una mayor atención al dibujo y de la narración de historias más complejas y sutiles, e incluso más graves, como puede ejemplificarse en el Maus  de Spiegelman, serializado en RAW desde 1986. 
La editorial Fantagraphics publicó el trabajo de toda una nueva generación de artistas, destacando en primer lugar la revista Love and Rockets (1982) en la que se darían a conocer los hermanos Jaime, Gilbert y Mario Hernández y más tarde otras como Eightball de Daniel Clowes o Palestina de Joe Sacco. 
La serie más popular del cómic alternativo estadounidense fue, sin embargo, Odio (1990), que se benefició del auge del grunge. Igualmente exitosa fue la serie Bone (1991) de Jeff Smith. 
Image Comics y Dark Horse también han editado cómics alternativos, aparte de sus superventas superheroicos. Lo mismo ocurre con Top Shelf Comics, respecto a Blankets de Craig Thompson.

## Relevancia
Los cómics alternativos han ganado progresivamente popularidad. Durante la segunda oleada de novelas gráficas han gozado de adaptaciones de éxito, como la película "Ghost World" (2001), basada en la historieta homónima de Daniel Clowes, o American Splendor (2003). También han obtenido multitud de premios a todos los niveles, como Maus de Art Spiegelman (premio Pulitzer en 1992) y Jimmy Corrigan, el chico más listo del mundo (2000) de Chris Ware.